# Legend of Crystania
Legend of Crystania (jap. はじまりの冒険者たち レジェンド・オブ・クリスタニア, Hajimari no Bōkensha-tachi: Rejiendo obu Kurisutania, dt. „Anfang der Abenteurer: Die Legende von Crystania“) ist ein Anime-Film aus dem Jahr 1995 und gehört zur von Ryō Mizuno erdachten Fantasy-Saga Record of Lodoss War. Er ist chronologisch nach der Reihe Chronicles of the Heroic Knight anzusiedeln und erzählt die Abenteuer der vormaligen Gegenspieler, des Kriegers Ashram und der Dunkelelfe Pirotess. Sie verließen Lodoss und stoßen nun auf den verbotenen Götterkontinent Crystania, wo sie selbst gegen ein verheerendes Übel antreten müssen.

## Inhalt
In einem Land, das an Chrystania grenzt, werden der Herrscher und seine Frau ermordet und Prinz Redon flieht mit seinem Diener und Magier Nasere sowie der Priesterin Aderishia nach Crystania. Dort geraten sie in einen Machtkampf zwischen Gruppen von Gestaltwandlern, darunter der grausame Barbas, der den Körper von Ashram in Besitz genommen hat, welcher Crystania einst rettete. So treffen die Flüchtlinge auch bald auf den Kämpfer Orville und das Mädchen Laifan sowie die Dunkelelfe Sher oder Pirotess, die Barbas aus Ashrams Körper vertreiben will.

## Produktion und Veröffentlichung
Der Film wurde 1995 vom Studio Triangle Staff im Auftrage der Produzenten Kadokawa Shoten und Victor Entertainment animiert. Regisseur Ryūtarō Nakamura verfilmte dabei das von Ryō Mizuno geschriebene Drehbuch. Das Charakterdesign entwarf Katsumi Matsuda. Am 29. Juli 1995 kam der Film in die japanischen Kinos. Die Laufzeit des Films beträgt je nach Version zwischen 78 und 85 Minuten.
Der Anime wurde von ADV Films und Madman Entertainment auf Englisch veröffentlicht und durch The Anime Network ausgestrahlt. Der Film wurde auch ins Italienische übersetzt und erschien auf Deutsch bei Anime Virtual. 

### Synchronisation
| Rolle     | Japanischer Sprecher (Seiyū) |
| --------- | ---------------------------- |
| Reydon    | Hikaru Midorikawa            |
| Adelishia | Mitsuki Yayoi                |

### Musik
Die Musik des Films wurde komponiert von Michiru Oshima und Toshihiko Satou. Die Lieder zum Vor- und Abspann Hajimari no yokan und Michibikarete stammen von Kazuyo Inui.

## Adaptionen
Dem Film folgte 1996 eine gleichnamige OVA-Reihe mit drei Teilen. Zum Film selbst ist ein Radiohörspiel erschienen. Es gibt zu Legend of Crystania außerdem zwei Artbooks.

## Rezeption
Karsten Schubert von der deutschen Fachzeitschrift Funime kritisiert die teilweise schlechte Qualität der Zeichnungen, die Charaktere würden grob und farbarm dargestellt. Jedoch sei die Musik recht gelungen. Die Handlung biete nicht viel neues, würde aber zumindest bei Fans von Record of Lodoss War gut ankommen. In der AnimaniA dagegen ist von einer „lahmen Geschichte ohne Spannungsaufbau und ohne Erzähldynamik“ die Rede. Charakterdesign, Zeichnungen, Animationen und Soundtrack seien oberflächlich und unpassend, und die Inszenierung insgesamt völlig unspektakulär. An unnötiger Action und Brutalität sei dagegen nicht gespart worden. So biete der Film zumindest für reine Action-Fans etwas.